# موسيقى الحجرة

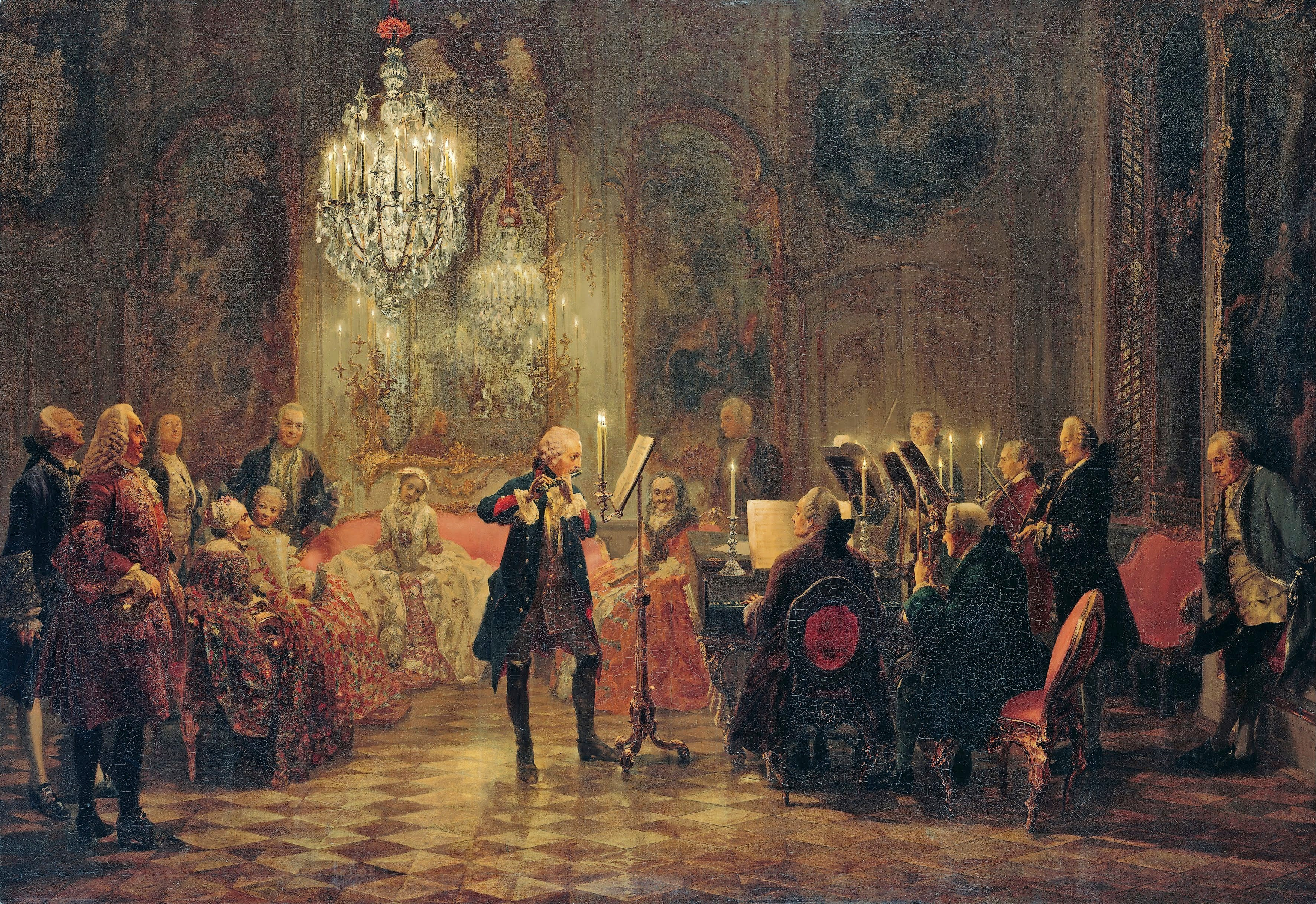
فريدريك الكبير عزف الناي في قصره الصيفي سانسوسي، مع فرانز بيندا العزف على الكمان، من قبل كارل فيليب إيمانويل باخ على لوحة المفاتيح؛ لوحة أدولف منزيل (1850-52)

موسيقى الحجرة، أو موسيقى الصالون، (بالإنجليزية: Chamber Music)‏ هي شكل من أشكال الموسيقى الكلاسيكية التي تضم مجموعة صغيرة من الآلات الموسيقية - عادةً مجموعة يمكن وضعها في حجرة قصر أو غرفة كبيرة. على نطاق واسع، تشمل أي موسيقى يؤديها عدد صغير من العازفين، مع عازف واحد لكل جزء (على عكس موسيقى الأوركسترا، التي يُعزف كل جزء منها من قبل عدد من العازفين). مع ذلك، وفقًا للمتعارف عليه، لا تشمل عادةً عروض الأداء الفردي.
بسبب طبيعتها الودية، وُصفت موسيقى الحجرة بأنها «موسيقى الأصدقاء». لأكثر من 100 عام، كانت تُعزف موسيقى الحجرة من قِبل موسيقيين هواة في منازلهم بشكل أساسي، وحتى يومنا هذا حين انتقلت موسيقى الحجرة من المنزل إلى قاعة الحفلات الموسيقية، لا يزال العديد من الموسيقيين، الهواة والمحترفين على حد سواء، يعزفون موسيقى الحجرة لغرض المتعة. يتطلب عزف موسيقى الحجرة مهارات خاصة، موسيقية واجتماعية، تختلف عن المهارات المطلوبة لعزف الموسيقى الفردية أو السمفونية.
وصف يوهان فولفجانج فون جوته موسيقى الحجرة (على وجه التحديد، الموسيقى الوترية الرباعية) بأنها «أربعة أشخاص عقلانيين يتحدثون». كان نموذج المحادثة هذا - الذي يشير إلى الطريقة التي تقدم بها آلة واحدة لحنًا أو فكرة لـ «تستجيب» الآلات الأخرى لاحقًا بفكرة مماثلة – عنصرًا أساسيًا خلال تاريخ تأليف موسيقى الحجرة من نهاية القرن الثامن عشر وحتى يومنا هذا. يتكرر التشابه مع المحادثة في أوصاف وتحليلات مؤلفات موسيقى الحجرة.

## نظرة تاريخية

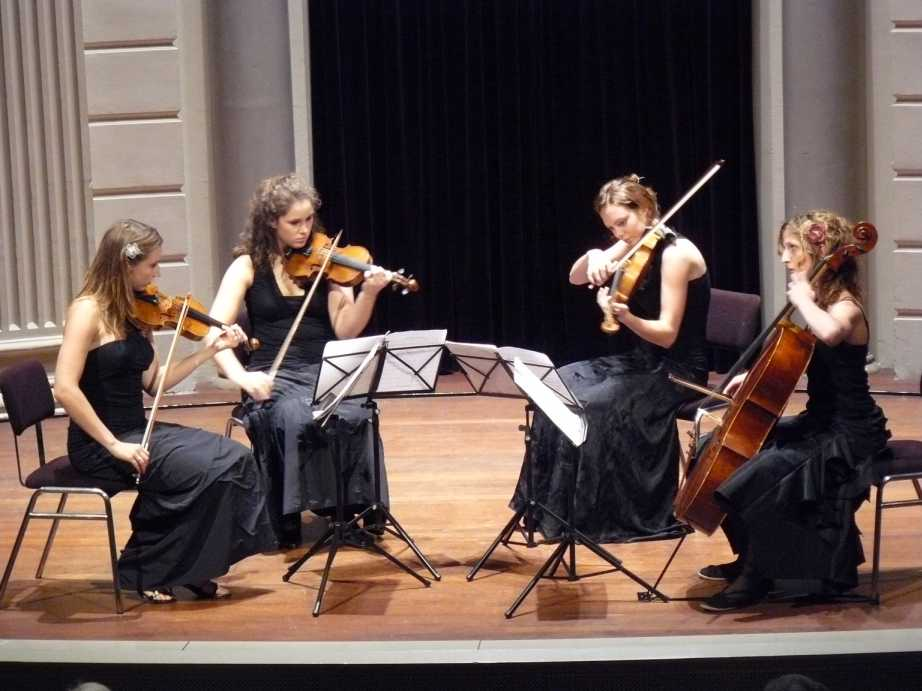
عازفون يعزفون مع خط اللحن

منذ بداياتها الأولى في العصور الوسطى وحتى الوقت الحاضر، كانت موسيقى الحجرة انعكاسًا للتغييرات في التكنولوجيا والمجتمع الذي أنتجها.

### البدايات الأولى
خلال العصور الوسطى وأوائل عصر النهضة، كانت الآلات الموسيقية تُستخدم في المقام الأول كمرافقة لمغنين. كان العازفون يعزفون جنبًا إلى جنب مع خط لحن الأغنية. كانت هناك أيضًا مجموعات بحتة من الآلات الموسيقية، غالبًا آلات وترية سابقة لعائلة الكمان، تسمى كونسورت.
يعتبر بعض المؤلفين الموسيقيين أن أصل المجموعات الموسيقية الكلاسيكية هو سوناتا دا كاميرا (سوناتا الحجرة) وسوناتا دا كييزا (سوناتا الكنيسة). كانت هذه مؤلفات لآلة موسيقة واحدة حتى خمس آلات أو أكثر. كانت سوناتا دا كاميرا عبارة عن متتابعة من حركات بطيئة وسريعة، تتخللها نغمات رقص؛ كانت سوناتا دا كييزا مشابهة لذلك، لكن بدون نغمات الرقص. تطورت هذه الأشكال تدريجيًا إلى السوناتا الثلاثية في عصر الباروك – آلتان لمفتاح الصول (تريبل) وآلة لمفتاح الفا (الباس)، غالبًا آلة مفاتيح أو آلة موسيقية أخرى (على سبيل المثال الهارسكورد أو الأرغن أو الهارب أو العود) لإكمال الانسجام الموسيقي. كانت تُستخدم آلة باس وآلة وترية لعزف الجزء المستمر من المقطوعة الموسيقية.
خلال عصر الباروك، لم تكن موسيقى الحجرة مُحددةً بوضوح. في كثير من الأحيان، كان يمكن عزف المقطوعات الموسيقية على أي مجموعة متنوعة من الآلات، في فرق الأوركسترا أو الحجرة. على سبيل المثال، يمكن عزف المقطوعات الموسيقية في كتاب فن الفوغا الخاص بيوهان سيباستيان باخ على آلة مفاتيح (الهاربسكورد أو الأرغن) أو بواسطة رباعية وترية أو أوركسترا وترية. بالإضافة لذلك، كانت آلات السوناتات الثلاثية مُحددة بشكل مرن؛ سُجلت بعض سوناتات هاندل باستخدام «الفلوت الألماني، أو الهوبوي (الأوبوا) أو الكمان» يمكن عزف خطوط الباس بواسطة الفيولون أو التشيلو أو الثوربو أو الباسون وفي بعض الأحيان تنضم ثلاثة أو أربعة آلات موسيقية إلى خط الباس للعزف بانسجام. في بعض الحالات، مزج المؤلفون حركات مجموعات موسيقى الحجرة مع حركات الأوركسترا. على سبيل المثال، تضم مقطوعة تافلموسيك الخاصة بتيليمان (من عام 1733) خمس مجموعات من الحركات لمجموعات مختلفة من الآلات، تنتهي بقسم أوركسترا كامل.
كانت موسيقى الحجرة الباروكية في كثير من الأحيان ذات طباق؛ أي أن كل آلة تعزف نفس الألحان في أوقات مختلفة، ما يخلق نسيجًا معقدًا ومتشابكًا من الأصوات. نظرًا لأن كل آلة كانت تعزف نفس الألحان بشكل أساسي، فإن جميع الآلات كانت متساوية. في السوناتا الثلاثية، لا توجد غالبًا آلة صاعدة أو منفردة، بل جميع الآلات الثلاثة لها نفس الأهمية.
كان الدور التوافقي الذي تلعبه آلات المفاتيح أو آلات الكورد الأخرى ثانويًا، وعادةً لم يُؤلف جزء لآلات المفاتيح؛ بدلًا من ذلك، كانت تُحدد البنية الكوردية للمقطوعة بواسطة رموز رقمية على خط الباس، تسمى الباس المجسم.
في النصف الثاني من القرن الثامن عشر، بدأت الأذواق تتغير: فضل العديد من الملحنين أسلوب غالانت الجديد والأخف حدةً، مع «طابع أرق، ... ولحن وباس مُحددان بوضوح» على تعقيدات الطباق. ثم نشأت عادة جديدة أدت إلى ولادة شكل جديد من موسيقى الحجرة: السرينادة. دعا رعاة الموسيقى موسيقيي الشوارع لعزف حفلات موسيقية مسائية أسفل شرفات منازلهم وشرفات أصدقائهم وعشاقهم. كلف الرعاة والموسيقيون المؤلفين لكتابة مجموعات مناسبة من الرقصات والألحان، لمجموعات من اثنين إلى خمسة أو ستة عازفين. كانت تُسمى هذه الأعمال سرينادة أو نكوتورن أو دفرتمنتو أو كاسيشن. كُلف جوزيف هايدن بكتابة العديد من هذه المؤلفات في شبابه.

### هايدن وموزارت والأسلوب الكلاسيكي
يعود الفضل بشكل عام إلى جوزيف هايدن في نشوء الشكل الحديث لموسيقى الحجرة كما نعرفها. مع تأليفه 83 رباعية وترية و45 ثلاثية بيانو والعديد من الثلاثيات والثنائيات الوترية ومقطوعات الآلات النفخية، أسس هايدن أسلوب المحادثة في التأليف الموسيقي والشكل العام الذي هيمن على عالم موسيقى الحجرة خلال القرنين التاليين.
منحته ابتكاراته لقب «أب الرباعيات الوترية» وقد اعترف به معاصروه باعتباره المؤلف الرئيسي في عصره. لكنه لم يكن أبدًا المؤلف الوحيد الذي طور أنماطًا جديدة لموسيقى الحجرة. حتى قبل هايدن، كان العديد من المؤلفين يجربون بالفعل أشكالًا جديدة. كتب جيوفاني باتيستا سامارتيني وإيجناز هولزباور وفرانز زافير ريختر أشكالًا سالفة للرباعيات الوترية.
إذا كان هايدن قد ابتكر أسلوب المحادثة في التأليف الموسيقي، فقد وسع فولفغانغ أماديوس موزارت مفرداته بشكل كبير. أضافت موسيقى الحجرة الخاصة به العديد من الروائع إلى ذخيرة موسيقى الحجرة. كانت ثلاثيات موزارت السبعة على البيانو واثنين من رباعيات البيانو أولى المؤلفات التي طبقت مبدأ المحادثة على موسيقى الحجرة مع البيانو. إن ثلاثيات هايدن للبيانو هي في الأساس سوناتات بيانو مع كمان وتشيلو يلعبان في الغالب أدوارًا داعمة، ما يضاعف خطوط التربل والباس لمقطع البيانو. لكن موزارت أعطى الآلات الوترية دورًا مستقلًا، إذ استخدمها لمواجهة للبيانو، وأضاف أصواتها الفردية إلى محادثة موسيقى الحجرة.
أدخل موزارت الكلارينيت الذي كان قد اختُرع حديثًا إلى ترسانة موسيقى الحجرة، مع ثلاثية كيجلستات للفيولا والكلارينيت والبيانو، كاي 498، وخماسية الكلارينيت والرباعية الوترية، كاي 581. كما جرب مجموعات مبتكرة أخرى، بما في ذلك خماسية للكمان وآلتي فيولا والتشيلو والبوق، كاي 407، ورباعية للفلوت والأوتار، ومجموعات مختلفة للآلات النفخية. قام موزارت بتأليف ستة خماسيات للأوتار لكمانين وآلتي فيولا وتشيلو، التي تعمقت في نغمات التينور الغنية للكمان، ما أضاف بعدًا جديدًا للمحادثة الرباعية الوترية.
تعتبر رباعيات موزارت الوترية ذروة الفن الكلاسيكي. ألهمت الرباعيات الوترية الستة التي كرس موزارت لهايدن، صديقه ومعلمه، المؤلف الأكبر عمرًا ليقول لوالد موزارت، «أقسم بالرب كرجل أمين أن ابنك هو أعظم مؤلف عرفه سواء شخصيًا أو سمعت به. لديه الذوق المطلوب، بالإضافة إلى أعمق معرفة بالتأليف».